# Oro-fazio-digitales Syndrom Typ 4
Das Oro-fazio-digitales Syndrom Typ 4 oder (OFD IV) ist eine sehr seltene angeborene Erkrankung mit einer Kombination von Hamartomen, Polysyndaktylie, Beinverkürzungen und Klumpfuß und kann zu den Oro-fazio-digitalen Syndromen gezählt oder als Subtyp des Joubert-Syndromes (Joubert-Syndrom und verwandte Krankheiten) angesehen werden.
Synonyme sind: Baraitser-Burn-Syndrom; Mohr-Majewski-Syndrom
Die Bezeichnung bezieht sich auf die Autoren der Erstbeschreibung aus dem Jahre 1983 durch M Baraitser, J. Burn und Mitarbeiter.
Das Syndrom ist nicht zu verwechseln mit dem Mohr-Syndrom.

## Verbreitung
Die Häufigkeit wird mit unter 1 zu 1.000.000 angegeben, die Vererbung erfolgt vermutlich autosomal-rezessiv. Bisher wurden etwa 15 Patienten beschrieben.

## Ursache
Der Erkrankung liegen Mutationen im TCTN3-Gen im Chromosom 10 am Genort q24.1 zugrunde.

## Klinische Erscheinungen
Klinische Kriterien sind:
- Zungenhamartome
- postaxiale Polysyndaktylie der Hände und Füße
- mesomele Verkürzung der Beine mit Tibiadysplasie
- Klumpfuß.

Hinzu können hypoplastische Mandibula, Mikrogenie, Gaumenspalte, Larynxatresie, prominente Augen und tiefsitzende Ohren kommen. Die Intelligenz ist normal.
Ferner können Okzipitoschisis, Hirnfehlbildungen, Kolobome, Zysten in Leber oder Nieren, Kielbrust, Analatresie und Gelenkluxationen zum Syndrom gehören.

## Diagnose
Die Diagnose kann bereits im Mutterleib mit einer Feinultraschall vermutet werden.

## Differentialdiagnose
Abzugrenzen sind andere Typen des Oro-fazio-digitalen Syndromes. Die ausgeprägte Tibiadysplasie unterscheidet diesen Typ vom Typ I.